# Challenger de Champaign 2013
El JSM Challenger of Champaign–Urbana 2013 fue un torneo de tenis profesional que se jugó en pistas duras. Se trató de la 12.ª edición del torneo que forma parte del ATP Challenger Tour 2013 . Tuvo lugar en Champaign, Estados Unidos entre el 11 y el 17 de noviembre de 2013.

## Jugadores participantes del cuadro de individuales

### Cabezas de serie
| Favorito | País                      | Jugador            | Rank1 | Posición en el torneo |
| -------- | ------------------------- | ------------------ | ----- | --------------------- |
| 1        | Bandera de Estados Unidos | Tim Smyczek        | 81    | Primera ronda         |
| 2        | Bandera de Estados Unidos | Jack Sock          | 91    | Segunda ronda         |
| 3        | Bandera de Estados Unidos | Rajeev Ram         | 123   | Segunda ronda         |
| 4        | Bandera de Estados Unidos | Alex Kuznetsov     | 139   | Primera ronda         |
| 5        | Bandera de Canadá         | Peter Polansky     | 150   | Primera ronda         |
| 6        | Bandera de Sudáfrica      | Rik de Voest       | 174   | Primera ronda         |
| 7        | Bandera de Australia      | Samuel Groth       | 194   | FINAL                 |
| 8        | Bandera de Australia      | John-Patrick Smith | 220   | Cuartos de final      |

- 1 Se ha tomado en cuenta el ranking del 4 de noviembre de 2013.

### Otros participantes
Los siguientes jugadores recibieron una invitación (wild card), por lo tanto ingresan directamente al cuadro principal (WC):
- Marcos Giron
- Jared Hiltzik
- Tim Kopinski
- Dennis Nevolo

Los siguientes jugadores ingresan al cuadro principal tras disputar el cuadro clasificatorio (Q):
- Daniel Smethurst
- Dimitar Kutrovsky
- Joshua Milton
- Evan King

## Campeones

### Individual Masculino
- Tennys Sandgren derrotó en la final a  Samuel Groth 3–6, 6–3, 7–65

### Dobles Masculino
- Edward Corrie /  Daniel Smethurst derrotaron en la final a  Austin Krajicek /  Tennys Sandgren 7–65, 0–6, [10–7].